# Летње параолимпијске игре 2000.
 Летње параолимпијске игре 2000. или XI Летње параолимпијске игре су одржане у Сиднеју, Нови Јужни Велс, Аустралија, између 18. и 29. октобра. Параолимпијске игре у Сиднеју су биле последњи пут да су Летње параолимпијске игре организовала два различита организациона комитета. У овом издању, рекордних 3.801 спортиста из 120 националних параолимпијских комитета учествовао је у 551 догађају у 18 спортова, а до Игара Комонвелта 2006. одржаних у Мелбурну, то је био други највећи спортски догађај икада до тог датума одржан у Аустралији и јужној хемисфери. Сиднеј је био осми град који је исте године био домаћин Олимпијских и Параолимпијских игара на истим местима, а први од Барселоне 1992. који су организоване у потпуној вези са Олимпијадом. То су такође биле прве Параолимпијске игре ван северне хемисфере и такође у Океанији. 

## Избор домаћина
Од 9. до 13. септембра 1993. године, током 10. седнице Извршног одбора Међународног параолимпијског комитета (МПК), ентитет је извршио процену и објавио да четири ( Пекинг, Берлин, Манчестер и Сиднеј ) од пет градова финалиста за Летње олимпијске игре 2000. је испунио посебне услове да буде домаћин Параолимпијских игара.
Није било обавезно да градови кандидати буду домаћини и Олимпијских и Параолимпијских игара, али мотивисан догађајима уочи Летњих параолимпијских игара 1996. године, Међународни олимпијски комитет (МОК) је 1993. одлучио да новоформирани Међународни параолимпијски комитет (МПК) постао би стејкхолдер у процесу избора олимпијских градова. Ово је омогућило МПК-у прилику да процени намере градова кандидата око одржавања Параолимпијских игара додавањем специфичних тема у упитнике. Ово је такође омогућило МПК-у да успостави сопствену комисију за селекцију заједно са МОК-ом; међутим, њих двоје су функционисали независно једно од другог. Када је постало јавно да је 5 градова завршило процес за домаћинство Летњих олимпијских игара 2000. године, МПК је оценио сваки посебно и послао имена четири града која су одговарала његовим очекивањима да буду домаћини Параолимпијских игара. Три града ( Пекинг, Берлин и Манчестер ) третирала су Параолимпијске игре као саставни део своје понуде, док је Сиднеј, због тадашњег аустралијског законодавства, представио посебну понуду коју је подржао Олимпијски комитет Сиднеја (СОБЦ) који је дао касно, али кључна подршка. Док су Берлин, Пекинг и Манчестер представили економски јаке понуде, Сиднеј је представио једноставнију документацију, али технички бољу, што му је од почетка дало предности. За разлику од својих конкурената, аустралијска понуда је била адаптација олимпијског пројекта и обећавала је исте услове приступачности и спортских наступа. Постао је консензус унутар МПК-а да је Сиднеј једина одржива понуда, а потезом без преседана, 94 национална параолимпијска комитета на 10. седници Извршног одбора МПК одржаној у Берлину, у Немачкој, једногласно су им доделили право домаћина уз акламацију.
Сиднеј је изабран за домаћина XI Летњих параолимпијских игара 11. септембра 1993, 12 дана пре него што је МОК такође изабрао град за домаћина Летњих олимпијских игара 2000. године. Званично саопштење је одложено до 4 дана након одлуке МОК-а због тога што је МПК био заинтересована страна у процесу селекције Олимпијских игара, па би други домаћин могао да отвори могућност да се избор МПК-а меша у процес МОК-а. Уколико су резултати били другачији, МПК је имао прилику да поново преговара са градом домаћином Олимпијаде. С обзиром на одвојене процесе, комитет за Параолимпијску кандидатуру је морао да сачека до краја 1993. да би потписао уговор са градом домаћином, уз јасне услове датим Сиднеју да ће преговори са Манчестером бити покренути ако аустралијски актери докажу да заиста имају гаранције и услови за пружање истинске финансијске сигурности играма, а они су испуњени након неколико рунди преговора између Савезне владе Аустралије и Владе државе Нови Јужни Велс.

## Контроверзе
Параолимпијске игре у Сиднеју 2000. биле су поремећене скандалом због којег је класификација спортиста уклоњена са следеће две Летње параолимпијске игре.   Фернандо Висенте Мартин, бивши председник шпанске федерације за ментално хендикепиране спортове, дозволио је спортистима без инвалидитета да се такмиче на Играма како би освојили златну медаљу. Тим у центру низа био је кошаркашки тим Шпаније, који је освојио златну медаљу у кошаркашком ИД-у, победивши Русију са 87–63, упркос томе што је на терену ставио тим који се углавном састојао од спортиста без интелектуалних тешкоћа.   Тврдило се да најмање 10 од 12 шпанских играча није имало инвалидитет, већ да су регрутовани да побољшају учинак тима и гарантују будућа средства. Мартина је касније суспендовао МПК и избацио Шпански параолимпијски комитет. 
Спортисти су брзо разоткривени и МПК је реаговао тако што је уклонио све догађаје са наредних Игара за спортисте са интелектуалним инвалидитетом. Одлука је поништена 12 година касније у Лондону. Уз контроверзу око шпанске кошаркашке репрезентације, утакмице су показале 11 позитивних допинг тестова од укупно 630. Од ових 11 позитивних тестова, 10 је било од мушких спортиста и 1 од спортисткиње. Ово оставља игре са највећим бројем позитивних тестова са Параолимпијских игара 1992 – 2008. 